# Аљова чесма у Ужицу
Аљова чесма се налази у Ужицу на Тргу Светог Саве, испред Цркве Светог Ђорђа. Чесму је подигао Алекса – Аљо Поповић у спомен свом брату, проти Гаврилу Поповићу.

## Изградња
Спомен - чесма је подигнута по плану Димитрија Милошевића, инжењера из Крагујевца, а изградили су је мајстори – каменоресци: Карло Казанова и Павле Костка. Камен за изградњу чесме је допремљен из околине Ужица. Крст, који се налази на врху овог објекта, је пројектовао вајар Бранко Тијанић, а изливен је у фабрици Ваљаонице у Карану. Чесму је уредила и наместила крст радионица Предузећа за обраду камена, "Бетон - комерц". Све су ово добри људи урадили без накнаде. Свечано откривање споменика обављено је 18. јуна 1900. године у 9 сати и 30 минута. 1945. године крст је скинут са чесме, а враћен је 1992. године. Запис о изградњи спомен-чесме се налази на Завичајном одељењу Народне библиотеке Ужице.
Чесма је обновљена 2022. године.

## Изглед споменика
Тело чесме је пирамидалног облика. Од основе на око 1,30 cm истиче вода из лавље чељусти исклесане од истог камена. До 1970. године текла је изворска вода, а данас је из градског водовода.

### Распоред натписа на чесми

#### Источна страна чесме
На источној страни чесме налази се натпис:
УЖИЦЕ

1900 г.

под владом

АЛЕКСАНДРА I

Господара и Краља Србије

#### Северна страна чесме
Са северне стране налази се натпис:
АЛЕКСА Ђ. ПОПОВИЋ

адвокат

своме брату

#### Западна страна чесме
Са западне стране налази се натпис:
ГАВРИЛУ Ђ. ПОПОВИЋУ,

бив. проти ужичком

1823 + 1881.

#### Јужна страна чесме
Са јужне стране налази се натпис:
И УЖИЧАНИМА

да се сећају свог доброг

проте Гаврила.

## Аљова чесма - скромна свечаност
"Јуна 18-ог објављена је у нашем граду скромна свечаност. Уважени грађанин и посланик града Ужица, г. Алекса Ђ. Поповић, правобранилац, желећи дати доказ своје неизмерне благородности и братске љубави према своме брату пок. Гаврилу Ђ. Поповићу, чувеном проти ужичком, - подигао му је величанствени животворни споменик – чесму, пред ужичком саборном црквом". Овој свечаности су присуствовале многе уважене личности: Сретен Б. Јевтовић – председник Општине ужичке, господин Кречковић, протојереј Округа господин Миленко Ђ. Поповић, заступник председника првостепеног суда господин Милан Игрошанац судија, директор гимназије, команданти војних јединица, а телеграми су стигли од људи који су били спречени да присуствују овом догађају: уваженог старешине Округа г. Мате Радовића, Малише Атанацковића и других.